# Château de Roquessels
Le château de Roquessels est un château en ruine de Roquessels dans l'Hérault, en France, seulement l'ancienne chapelle reste. La chapelle, ancienne église Notre-Dame, a été inscrite monument historique en 1991.
Parmi les seigneurs du lieu, on trouve Pierre de Lisle, rendant hommage pour sa terre de Roquessels au sénéchal de Carcassonne en 1221, Henri de Vanière, seigneur du Castelet, et commandant de 50 hommes d'armes du roi, qui épouse "honnête demoiselle noble Marguerite Aymar de Roquezels"  en 1463, et enfin Annibal de Landes de Saint-Palais, cité dans un compoids de 1667.